# Милка Марковић
Милка Марковић (Панчево, 17/29. април 1869 – Нови Сад, 16. мај 1930). била је српска драмска уметница и прва жена редитељ међу Србима. Глумила је у Народном позоришту у Београду и Српском народном позоришту у Новом Саду.

## Детињство и породица
Милка Марковић рођена је 1869. године у Панчеву, у глумачко-музичарској породици. Крштено име било јој је Милица Максимовић. Отац Аксентије био је композитор и капелник у Српском народном позоришту, а мајка Софија (Поповић-Максимовић-Вујић) глумица у истом позоришту.
Због Максимовићевих музичких студија породица 1871. одлази у Праг, али 1873. он изненада умире, па је мајка Софија, која је због овог путовања напустила ангажман у СНП-у, присиљена да, наредних шест година, прихвати ангажман у путујућим позориштима, а једно време и у Хрватском народном казалишту у Загребу. Зато је основну школу Милка похађала у местима у којима је са мајком боравила, широм Војводине и Славоније. Вишу девојачку школу завршила је 1883. у Сомбору. Говорила је немачки, мађарски и француски језик, са којих је касније и преводила драмске текстове.

## Глумачка каријера
Први пут је на сцену ступила као петогодишња девојчица, 3. децембра 1874. у улози Вилхелма у комаду Вилхелм Тел (Фридрих Шилер). Са петнаест година, после завршене више девојачке школе постаје приправница у београдском Народном позоришту, где је, за две године, остварила деведесетак улога. У Српско народно позориште дошла је 1885. и ту остала до краја уметничке каријере.

Милка Марковић је била образована глумица. Почетком 20. века је, због усавршавања глуме и режије обилазила европске театре у Бечу, Минхену, Прагу, Дрездену, Берлину, Келну, Мајнцу, Паризу, Милану, Риму, Напуљу, Венецији и др. у којима је гледала најпознатије глумце тога доба, како би усавршила неоспоран глумачки и музички таленат. Први светски рат ју је, са осталим члановима Српског народног позоришта, затекао у Старој Пазови, одакле су је угарске власти, заједно са породицом, интернирале у Јасберењ, у Мађарској. После рата вратила се у матично позориште, где је наставила да игра и да режира. 25-огодишњицу уметничког рада прославила је 21. јануара 1910. насловном улогом у Тоски (Ђакомо Пучини), а 40-огодишњицу као Магда у Завичају.
Током 1912-1913. године Милка Марковић је упорно тражила пензионисање, али Позориште није одлучило да се лиши сарадње са својом најбољом глумицом. Приликом подржављења, 1919. године, постигнут је договор између Друштва за Српско народно позориште и представника Министарства просвете да држава одмах преузме и обавезе према пензионерима СНП-а, међу којима је тада већ била и Милка. Ова одлука је спроведена тек крајем априла 1925. Због тога је Друштво, са испражњеним фондовима и у то време без икакве сталне субвенције, муку мучило да регулише материјални положај пензионисаних глумаца, па је њихове случајеве морало решавати додељивањем најпре једнократних, а касније месечних новчаних помоћи у износима недовољним за живот. Из пензије је Милка неко време путовала са Трупом Друштва за Српско народно позориште по Војводини, пратећи на пијанину представе са музиком и певањем. После распуштања оркестра, јер је Друштво остало без државне субвенције, као корепетитор је увежбавала глумце за певачке улоге.
На почетку богате и успешне каријере играла је улоге наивних девојака, да би касније преко мушких и комичних рола дошла до најсложенијих драмских и психолошких улога и тако временом постала трагеткиња највишег уметничког нивоа. Пријатне и елегантне појаве, тамно обојеног гласа са беспрекорном дикцијом и развијеним смислом за реалистичко грађење ликова сугестивно је изражавала сва психичка стања и расположења, што ју је сврстало међу најмаркатније српске глумице свога доба.
Уз врхунски глумачки дар и завидни музички таленат, Милка Марковић била је свестрано образована. Говорила је француски, немачки и мађарски језик и са тих језика преводила драмску литературу: Госпођица Жозета, моја жена (Пол Гаво и Робер Шарве), Летовање Милоа и Алевија (Фернанд В. Сарду), Чергаршки живот (Баријер и Мирже, Мале руке (Ежен Лабиш и Едуар Мартен), Неисписани лист (Ернст фон Волцоген), Јеврејин из Пољске (Емил Еркман и Александар Шатријан).

### Најзначајније улоге
У Српском народном позоришту Милка Марковић је остварила око 225 улога, а међу најзначајније се убрајају:
- Грета (Фауст, Јохан Волфганг Гете)
- Корделија (Краљ Лир, Вилијам Шекспир)
- Офелија (Хамлет, В. Шекспир)
- Јулија (Ромео и Јулија, В. Шекспир)
- Настасја (На дну, Максим Горки)
- Анђелија, Мајка Југовића (Смрт мајке Југовића, Иво Војновић)

## Редитељски рад
Милка Марковић сматра се првом женом редитељком у Срба. Прву режију, комад Љубав, поставила је 15. новембра 1911. на сцени Српског народног позоришта. Као наша прва жена редитељ на сцени је остварила 16 комада:
- Авети (Хенрик Ибзен)
- Голгота (Миливој Ст. Предић)
- Дивљуша (Иштван Геци)
- Заједнички живот
- Карлова тетка (Томас Брандон)
- Крадљивац (Анри Бернстен)
- Љубав (Игњатије Николајевић Потапенко)
- Мамон (Миладин Милаковић - Миладин Величковић Свињарев))
- Морски гребен
- О туђем хлебу (Иван Сергејевич Тургењев)
- Покојни Тупинел (Александар Бисон)
- Сеоска лола (Еде Тот)
- Смрт мајке Југовића (Иво Војновић)
- У новој кожи
- Уријел Акоста (Карл Гуцко)
- Хасанагиница (Алекса Шантић).

## Приватни живот
Милка Марковић удaла се за глумца Михаила Марковића 21. маја 1888. године. Марковићи су имали два сина: Стевана, који је рано преминуо не завршивши студије композиције на Париском конзерваторијуму, и Димитрија-Митицу, касније такође глумца и редитеља Српском народном позоришту.
Први светски рат Затекао их је на гостовању Српског народног позоришта у Старој Пазови. Одатле су их угарске власти одмах интернирале у Јасберењ у Мађарској. У Јасберењу Марковићи остају две године, а затим одлазе у Женеву, где се Милка ангажује у Црвеном крсту. Оставши без средстава за издржавање породице, Михаило врши самоубиство, а Милка остаје сама са два сина. По завршетку рата Милка се враћа у Нови Сад у Српско народно позориште.
У Новом Саду Милка Марковић живела је са мајком Софијом у кући у Дунавској улици број 16. Кућа је била у власништву Марије Трандафил, која је тестаментом кућу оставила Матици српској. Софија и Милка су вероватно овде изнајмљивале стан од 1878. године. Милка Марковић умрла је у Новом Саду, 16. маја 1930. године. Сахрањена је на Алмашком гробљу, у гробници Димитрија и Драгиње Ружић, Софијине рођене сестре. Кућа у којој су живеле није обележена, немају споменик, ни бисту.

## Одликовања и признања
Милка Марковић одликована је за свој рад орденом Светог Саве V реда.
Име Милке Марковић носе улице у Панчеву и Новом Саду.
Постоји предлог да се на кући у Дунавској 16, где је становала са мајком, постави табла као знак сећања на Софију Вујић и Милку Марковић.
- Милка Марковић (1869–1930), глумица и редитељ, у костиму Грете из комада Фауст Ј. В. Гетеа; аверс, Атеље Јосифа Сингера, Нови Сад, друга половина осамдесетих година 19. века. Фотографија је музејска грађа Позоришног музеја Војводине.
- Милка Марковић (1869–1930), глумица и редитељ, у костиму Грете из комада Фауст Ј. В. Гетеа; реверс, Атеље Јосифа Сингера, Нови Сад, друга половина осамдесетих година 19. века. Фотографија је музејска грађа Позоришног музеја Војводине.